# Game Night
Pour plus de détails, voir Fiche technique et Distribution.
Game Night, ou Soirée de jeux au Québec, est une comédie et un film d'action américain réalisé par John Francis Daley et Jonathan Goldstein, sorti en 2018.

## Synopsis
Trois couples d'amis se réunissent régulièrement pour jouer à des jeux de société dans la maison d'un couple dont le voisin tente avec insistance de se faire inviter. Un jour, le mari reçoit la visite de son frère qui a financièrement réussi dans la vie. Le frère les invite à une soirée de jeux qu'ils n'oublieront pas. Arrivés sur les lieux, ils apprennent que le gagnant de la soirée sera l'heureux propriétaire d'une voiture sport des années 1960. Quelques instants plus tard, un agent du FBI entre dans la maison, leur explique que des kidnappeurs sévissent dans le quartier et qu'ils n'ont que quelques heures pour libérer une femme (ou un homme) grâce aux indices se trouvant dans un dossier qu'il leur remet.
Ensuite, deux hommes masqués font irruption dans la maison et enlèvent le frère après plusieurs minutes de combat, sous les yeux des invités qui observent la situation avec insouciance, croyant qu'il s'agit d'une mise en scène. Les kidnappeurs et le frère partis, les trois couples commencent à rechercher des indices. Après plusieurs minutes d'effort, chaque couple quitte la maison pour se rendre à trois destinations différentes. Le premier couple retrouve les kidnappeurs et parvient à libérer le frère ; les trois s'enfuient à bord d'une automobile. Pendant la poursuite automobile, ils apprennent que le frère est un trafiquant d'art, ce qui explique à la fois sa réussite financière et ses soucis, parce qu'il est poursuivi par un criminel violent qui veut mettre la main sur un œuf de Fabergé. Plutôt que de mettre sa famille en danger, le frère saute de l'automobile pour se faire capturer par les kidnappeurs.
De son côté, le second couple se rend à l'agence qui a organisé cette soirée meurtre et mystère. L'homme et la femme apprennent que les combats à la maison étaient réels. Ils se mettent donc en communication avec le premier couple dans le but de rassembler leurs forces. Le troisième couple est appelé en renfort. Alors que les six se trouvent à bord d'un véhicule automobile, les kidnappeurs exigent l'œuf contre le frère. Ils décident de se rendre chez le voisin insistant, parce qu'il est policier et que son ordinateur est connecté aux bases de données de la police. Rendu chez lui, ils font traîner en longueur un jeu pour permettre à un membre de consulter les fichiers de la police.
Ensuite, les six quittent avec précipitation pour se rendre chez un criminel fréquentant la haute société. Chez lui, ils s'emparent de l'œuf de Fabergé, puis s'enfuient. Pendant qu'ils se dirigent vers le lieu de rendez-vous, le conducteur arrête brusquement le véhicule et l'œuf est détruit. Après quelques instants, les six découvrent que c'est une contrefaçon qui cache une liste d'anciens témoins sous protection policière. Au lieu de rendez-vous, ils négocient la libération du frère contre la liste, mais les deux kidnappeurs les menacent de leurs armes, puis les capturent.
Quelques instants plus tard, le voisin insistant intervient et met fin à la prise d'otages. Le policier explique ensuite qu'il s'agit d'une mise en scène pour démontrer qu'il a les compétences pour jouer avec eux puisqu'il a organisé une soirée meurtre et mystère. Les trois couples et le frère comprennent qu'ils ont participé à deux soirées meurtre et mystère en même temps. Leur étonnement est de courte durée puisque le policier reçoit une balle dans le dos et les survivants sont confrontés au trafiquant qui veut mettre la main sur la liste des témoins sous protection.
Le frère et le trafiquant partis, le premier couple décide de libérer le frère. Ils se rendent à un aéroport et empêchent l'avion du trafiquant de décoller. Au terme de plusieurs combats, le frère est libéré. Plusieurs semaines plus tard, les trois couples, le policier et le frère jouent à un jeu.

## Fiche technique
- Titre original et français : Game Night
- Titre québécois : Soirée de jeux
- Réalisation : John Francis Daley et Jonathan Goldstein
- Scénario : Mark Perez
- Photographie : Barry Peterson
- Montage : Jamie Gross et Gregory Plotkin
- Musique : Cliff Martinez
- Production : Jason Bateman, John Davis et John Fox
- Sociétés de production : New Line Cinema, Aggregate Films et Davis Entertainment
- Société de distribution : Warner Bros.
- Budget : 37 millions de dollars
- Pays d'origine :  États-Unis
- Langue originale : anglais
- Format : couleur
- Genre : comédie, action
- Durée : 100 minutes
- Dates de sortie :
  - États-Unis : 23 février 2018
  - France : 18 avril 2018

## Distribution
- Jason Bateman (VF : Bruno Choël ; VQ : Yves Soutière) : Max
- Rachel McAdams (VF : Noémie Orphelin ; VQ : Geneviève Désilets) : Annie, épouse de Max
- Kyle Chandler (VF : Emmanuel Curtil ; VQ : Pierre Auger) : Brooks, frère de Max
- Billy Magnussen (VF : Alexandre Gillet ; VQ : Nicholas Savard L'Herbier) : Ryan
- Sharon Horgan (VF : Laura Blanc ; VQ : Marika Lhoumeau) : Sarah
- Lamorne Morris (VF : Diouc Koma ; VQ : Marc-André Bélanger) : Kevin
- Kylie Bunbury (VF : Aurélie Konaté) : Michelle
- Jesse Plemons (VF : Franck Lorrain ; VQ : Alexis Lefebvre) : Gary Kingsbury
- Michael C. Hall (VF : Valentin Merlet) : le Bulgare
- Danny Huston (VF : Bruno Dubernat) : Donald Anderton
- Chelsea Peretti (VF : Laura Zichy) : Glenda
- Camille Chen (VF : Sabeline Amaury) : Dr Chin
- Zerrick Williams (VF : Daniel Lobé ; VQ : Fayolle Jean Jr.) : Val
- Joshua Mikel (VF : Yann Sundberg) : Colin
- John Francis Daley (VF : Sébastien Desjours) : Carter
- Michael Cyril Creighton (VF : Jérôme Wiggins) : Bill
- Natasha Hall : Madison
- Charlotte Haynes Hazzard (VF : Daria Levannier) : l'infirmière
- Malcolm X. Hughes : sosie de Denzel Washington
- Jeffrey Wright (VF : Jean-Louis Faure) : agent du FBI Henderson (non crédité)

 Source et légende : version française (VF) sur RS Doublage
 Source et légende : version québécoise (VQ) sur Doublage.qc.ca

## Accueil

### Critiques
Le site Allociné recense une moyenne des critiques presse de 3,1/5 pour 13 titres de presse.

### Box-office
| Pays ou région    | Box-office      | Date d'arrêt du box-office | Nombre de semaines |
| ----------------- | --------------- | -------------------------- | ------------------ |
| États-Unis Canada | 69 179 066 $    | 28 juin 2018               | 18                 |
| France            | 167 857 entrées | 22 mai 2018                | 5                  |
| Total mondial     | 117 679 066 $   | -                          | -                  |